# やっぱりさんま大先生
『やっぱりさんま大先生』（やっぱりさんまだいせんせい）は、フジテレビ系列で放送されていたフジテレビ制作のバラエティ番組である。『あっぱれさんま大先生』（第1期）の終了後、番組名と生徒を変え、1996年4月7日から2000年3月19日までの4年間にわたって放送された。

## 概要
MCである先生役の明石家さんまと生徒役の子供タレントたちによるバラエティ番組。
前身の『あっぱれさんま大先生』が持っていた「さんまと子供たちの絡み」という基本コンセプトはそのままに、生徒たちをがらりと入れ替え、日曜13:00枠へ再移動してリニューアルしたのが本番組である。また、『あっぱれ』時代には授業参観や運動会等のスペシャル版でしか登場しなかった生徒たちの母親が、番組中期には子供たちと一緒にレギュラー出演するようになった。

## 主なコーナー
- トークルーム - さんまと6人の生徒たちによるテーマトークコーナー。スタジオセットの中央にさんまが座り、その両隣りに生徒たちが3人ずつに分かれて座る。
- 視聴覚室 - さんまと生徒との1対1での面接形式による対談コーナー。
- やっぱり学園野球部 - 野球素人の生徒たちによる練習の模様から対外試合が行われるまでを1年間にわたって放送。チーム名は視聴者公募抽選で選ばれた「トータス」。
- クラスルーム - 『あっぱれ』時代から続くコーナーで、教室形式で進行。
- ハイキング - 群馬県富士見村(現・前橋市)での課外授業や、マザー牧場でのロケ企画などを放送。
- 授業参観
- 敬老の日 - 生徒たちの祖父母が出演。
- 大裁判 - 生徒たちの両親が陪審員役の生徒たちの前で公開裁判を受ける。裁判長はさんま。
- 卒業生大集合 - あっぱれ学園の卒業生たちによる同窓会企画。後半はやっぱり学園生徒との競演。1997年3月30日・1999年4月11日に放送。
- レポート - 生徒たちによる個人レポート。レポートの内容は街角・競技会・体験レポなど様々。
- 親子トーク - 生徒たちの母親がレギュラー出演していたコーナー。ひな壇形式で、左側に母親たちが、右側に生徒たちが座ってのテーマトークが行われていた。
- 氷上運動会 - 日本ランドで行われたロケ企画。氷上リンク上で種々のレース等が行われた。
- 秋の大運動会
- 水上運動会 - としまえんプールでのロケ企画。リレーやシンクロなどの様々な競技が行われた。
- ザンゲ - 生徒たちによる年末懺悔企画。生徒の顔には粉が噴射された。
- 肝試し大会
- 生徒出演ミニドラマ - ドラマと称していたが、実際にはさんま監督によるミニコント風のコーナーでもあった。演目は『男女13人スナック物語』『緊急家族24時』など。
- 家族対抗歌合戦
- クラブ活動 - 忍者部隊クラブ、スケボークラブ、ダンスクラブ等のクラブ活動ロケを実施。
- VSさっぱり学園 - 後の第2期『あっぱれ』に出演することになるさっぱり学園生との対抗クイズ合戦。

## 在籍生徒
- 愛甲麻友
- 浅岡佐衣
- 有富由仁
- 井上翔太
- 魚路和也
- 魚路達也
- 永川謙
- 岡田優佳
- 小野瀬輝
- 落合扶樹
- 川畑隼平
- 神田将弘
- 木村英美香
- 九嶋雄太
- 倉重美菜子
- 児玉真里奈
- 宍戸康太郎
- 田中沙織
- 谷口由記
- 堤成美
- 土肥亜紗美
- 中島玲奈
- 中山美勇士
- 中山美勇也
- 野地十百香
- 花澤香菜[1]
- 真理子・リアン・フレイジー
- 三浦海
- 三宅零治
- 宮崎立輝
- 森絵梨佳
- 八武崎碧
- 山口このみ

## スタッフ
- 構成：大岩賞介、詩村博史
- ＴＤ：高田治
- カメラ：花島和弘→小川利行
- 映像：宮本学
- 音声：森田篤
- 照明：高木一成
- 音響効果：石川清（OCBプロ）→ 中村友美（ヴェントゥオノ）
- 編集：鈴木敬二 → 今井克彦（D-Craft）
- ＭＡ：藤田一哉 → 若月正幸 → 石川英男（IMAGICA）
- 美術制作：重松照英
- デザイン：山本修身
- 美術進行：中村秀美
- 大道具：鈴木和利→菅原英一
- 装飾：中村俊介
- 持道具：土屋洋子
- 衣裳：小濱祐見子
- アクリル装飾：佐藤則雄
- 生花装飾：吉田優子
- 植木装飾：須田信治
- 特殊美術：佐藤むさく
- タイトル：山形憲一
- スタイリスト：矢野悦子
- アニメーション：TEAビデオセンター
- アニメーター：川上修司
- ディレクター：三宅恵介、窪田豊（D3Company）、佐々木宗彦、竹石康晴
- プロデューサー：加茂裕治
- 制作：フジテレビ第二制作部→制作センター
- 制作著作：フジテレビジョン

## テーマ曲

### オープニングテーマ
- スマイルくん（作詞：中山加奈子、作曲：渡辺敦子、唄：あっぱれ学園卒業生一同）

### エンディングテーマ
- 記念樹（作詞：天野滋、作曲：服部克久、唄：あっぱれ学園卒業生一同）

## 備考
- 第1回放送「やっぱり学園入学式」に参加した生徒数は21人である。下は幼稚園、最上級生で小学2年生であった。なお、この第1回放送でやっぱり学園の校長先生なる人物が最初で最後の1回のみ、後ろ姿で登場している。
- 野茂英雄投手のメジャーリーグ登板と第2回放送が重なり、急遽番組内で生中継されることになった。番組自体は休止ではなく、スタジオのセットからその模様が衛星中継され、生徒は出演していたがさんまは出演していない。
- 『FNSの日』ではスペシャル版で放送されたが、普段の収録と違って生放送で行う年もあった。1996年には「やっぱりさんま大先生夢リンスペシャル」として1時間の収録番組を放送、1998年・1999年には生放送でSMAPの中居正広が小学生のまさひろ君役でゲスト出演した。これが、本番組終了後の2000年7月から『FNSの日』で開始した『さんま・中居の今夜も眠れない』の原型となる。
- 番組マスコットは、『あっぱれ』時代の「ワシャガエル」から「マガサス」へ、その後「半助」へと変遷した。声は一貫して富田耕生（ナレーションも兼務）。
- 番組自体は4年間続いたが、『あっぱれ』の時のような区切りとしての卒業式も無く、一部の生徒は第2期『あっぱれ』に続投出演した。